# Torakusu Yamaha

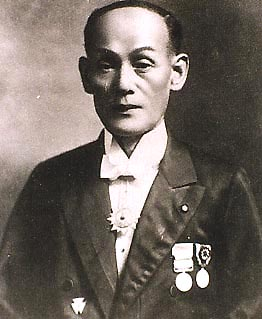
Yamaha Torakusu

Torakusu Yamaha (山葉 寅楠 - Kii, 20 de abril de 1851 – 8 de agosto de 1916) foi um empresário japonês, fundador da Yamaha

## Biografia
Apaixonado por mecânica desde muito jovem, ele aprendeu o ofício de relojoeiro em Nagasaki, logo se tornando um reparador procurado de máquinarios de todos os tipos. Seu trabalho foi solicitado para o conserto de um órgão por uma escola em Hamamatsu.
A tarefa era particularmente difícil devido à complexidade dos mecanismos e à sua construção com materiais de fácil desgaste. Além disso, a fabricação totalmente artesanal do instrumento excluía qualquer possibilidade de encontrar peças sobressalentes, o que havia afastado todos os reparadores de órgãos abordados até então.
Longe de ficar desanimado, Yamaha decidiu tentar sua sorte na tarefa. Ele levou uma semana inteira apenas para desmontar o órgão e reconstruir manualmente as peças desgastadas, restaurando as funções originais do instrumento.
Durante a realização desse pequeno milagre técnico, Yamaha percebeu que alguns mecanismos poderiam ser construídos de forma mais racional, bem como com materiais melhores, e decidiu fazer um protótipo de órgão que recebeu uma boa avaliação de construtores de órgãos experientes. O segundo protótipo, igualmente bem avaliado, foi seguido pela fundação da indústria musical Nippon Gakki em Hamamatsu em 1887, cujo objetivo era construir órgãos e harmônios.
No final do século XIX, ele concluiu a construção do primeiro piano, que entrou em produção em 1899, ao mesmo tempo em que adotou a famosa marca registrada da empresa, os três diapasões cruzados. Com sua engenhosidade, Yamaha levou a Nippon Gakki a ser uma empresa próspera em contínuo desenvolvimento até 1916, quando faleceu repentinamente.
Na segunda metade do século XX, a conhecida fabricante de motocicletas Yamaha Motors foi fundada e batizada em sua homenagem, assim como a Nippon Gakki.